# جون مايكل هيغينز
جون مايكل هيغينز (بالإنجليزية: John Michael Higgins)‏ هو ممثل أمريكي، ولد في 12 فبراير 1963 ببوسطن في الولايات المتحدة.

## أعمال

### أفلام
- (1988) قبلة مصاص الدماء
- (1997) ذيل الكلب[2][3][4]
- (2001) الرجل الذي لم يكن هناك
- (2004)  الثالوث[5]
- (2004) جيميني غليك في لالاوود
- (2005) المرح مع ديك وجين[6]
- (2006) الانفصال[7]
- (2007) إيفان الكبير[8]
- (2008) رجل نعم[9][10][11]
- (2009) الحقيقة البشعة[12]
- (2009) خلوة أزواج[13]
- (2009) فايرد أب
- (2011) اشترينا حديقة حيوان[14]
- (2011) معلمة سيئة[15]
- (2012) المعجزة الكبرى[16]
- (2012) توم وجيري والصغيرة روبين
- (2012) طبقة الصوت المثالية[17]
- (2014) مليون طريقة للموت في الغرب[18][19]
- (2015) طبقة الصوت المثالية 2[20][21]
- (2016) عيد الميلاد تقريبا

### مسلسلات
- آلي مكبيل
- أخبار رائعة
- أسطورة كورا[22]
- جوي
- ذا غود وايف
- التحقيق في موقع الجريمة

## وصلات خارجية
- جون مايكل هيغينز على موقع IMDb (الإنجليزية)
- جون مايكل هيغينز على موقع روتن توميتوز (الإنجليزية)
- جون مايكل هيغينز على موقع ألو سيني (الفرنسية)
- جون مايكل هيغينز على موقع ميوزك برينز (الإنجليزية)
- جون مايكل هيغينز على موقع أول موفي (الإنجليزية)
- جون مايكل هيغينز على موقع قاعدة بيانات برودواي على الإنترنت (الإنجليزية)
- جون مايكل هيغينز على موقع قاعدة بيانات الأفلام السويدية (السويدية)
- جون مايكل هيغينز على موقع إن إن دي بي (الإنجليزية)
- جون مايكل هيغينز على موقع ديسكوغز (الإنجليزية)
- جون مايكل هيغينز على موقع قاعدة بيانات الفيلم (الإنجليزية)